# Ferrari 250 GT
Der Ferrari 250 GT ist ein zweisitziger Sportwagen des italienischen Automobilherstellers Ferrari, der von 1955 bis 1958 produziert wurde. Zur besseren Differenzierung werden die Fahrzeuge üblicherweise nach den beteiligten Karosseriebauunternehmen als 250 GT Boano bzw. 250 GT Ellena bezeichnet. Diese Baureihe gehört zur weit gefächerten Modellfamilie Ferrari 250 und war in der zweiten Hälfte der 1950er-Jahre das Grundmodell der Straßensportwagen. Mit den Boano/Ellena-Modellen leitete Ferrari den Wandel vom Spezialisten zum Serienhersteller ein: Sie waren die ersten Straßen-Ferraris, die zusammengenommen eine dreistellige Stückzahl erreichten.

## Hintergrund
Nach dem Ende des Zweiten Weltkriegs weitete das Modeneser Unternehmen Ferrari, dessen Anfänge im Rennsport liegen, seine Tätigkeit auf die Herstellung von Straßensportwagen aus. Zunächst entstanden nur Einzelstücke. 1953 erschien die mit 3,0 Liter großen Zwölfzylindermotoren ausgestattete Modellfamilie 250 als eine auf europäische Märkte zugeschnittene Alternative zu den vielfach nach Übersee exportierten großen Ferrari-Modellen 340 und 375. Wie bei Ferrari üblich, gehörten sowohl Straßen- als auch Rennsportversionen zu der Baureihe 250. Die erste Straßenversion war der 250 Europa von 1953. Er und sein Nachfolger 250 Europa GT (1954) entstanden jeweils nur in zweistelliger Stückzahl. Während der 250 Europa noch eine hubraumreduzierte Variante von Aurelio Lampredis Long–Block–Motor hatte, baute Ferrari beim Nachfolger 250 Europa GT eine 3,0 Liter große Ausführung des kurzen Zwölfzylindermotors von Gioacchino Colombo ein. Dieser Colombo-Kurzblockmotor fand sich von da an – unterschiedlich bearbeitet – in allen Mitgliedern der Ferrari-250-Familie. Das gilt auch für den 1955 eingeführten 250 GT Boano/Ellena, der den 250 Europa GT ablöste.
Die Produktion des Ferrari 20 GT verteilte sich auf verschiedene Unternehmen. Pininfarina stellte nur die ersten sechs oder zehn Fahrzeuge im eigenen Werk her. Aufgrund anstehender Erweiterungsarbeiten konnte Pininfarina allerdings entgegen ursprünglichen Planungen die Serienproduktion des Coupés nicht übernehmen. Stattdessen übertrug Ferrari die Fertigung der in Turin ansässigen Carrozzeria Boano. 1957 verließ Felice Mario Boano sein Unternehmen, um in Fiats Centro Stile zu arbeiten. Er übertrug es auf seinen Schwiegersohn Ezio Ellena, der es in seinen eigenen Betrieb, die Carrozzeria Ellena, eingliederte. Die Carrozzeria Ellena übernahm von Boano auch den Produktionsauftrag für den Ferrari 250 GT. Die Fertigung wurde ohne Unterbrechung in den bisherigen Werkstätten Boanos und mit dem gleichen Personal fortgesetzt. Der Name des jeweils ausführenden Karosseriewerks wird der Modellbezeichnung üblicherweise angehängt, um die einzelnen Fahrzeuge untereinander, aber auch von dem später bei Pininfarina gefertigten Nachfolger 250 GT Coupé zu unterscheiden. Die Produktion bei Ellena endete 1958.
Die Boano/Ellena-Coupés waren von 1955 bis 1959 das Grundmodell der 250-Reihe. Ergänzend bot Ferrari parallel mehrere Abwandlungen mit vergleichbarer Technik an:
- Als sportliche Alternative zu den komfortbetonten Boano/Ellena-GTs gab es von 1955 bis 1959 den wettbewerbstauglichen 250 GT Berlinetta LWB, der eine eigenständige, besonders leichte Karosserie hatte und bei Scaglietti aufgebaut wurde.
- Eine offene Version wurde ab 1955 als 250 GT Cabriolet verkauft. Von ihr baute Pininfarina im eigenen Werk zwei Serien, die sich äußerlich voneinander unterschieden.

## Der 250 GT Boano (1955–1957)

### Motor und Antrieb

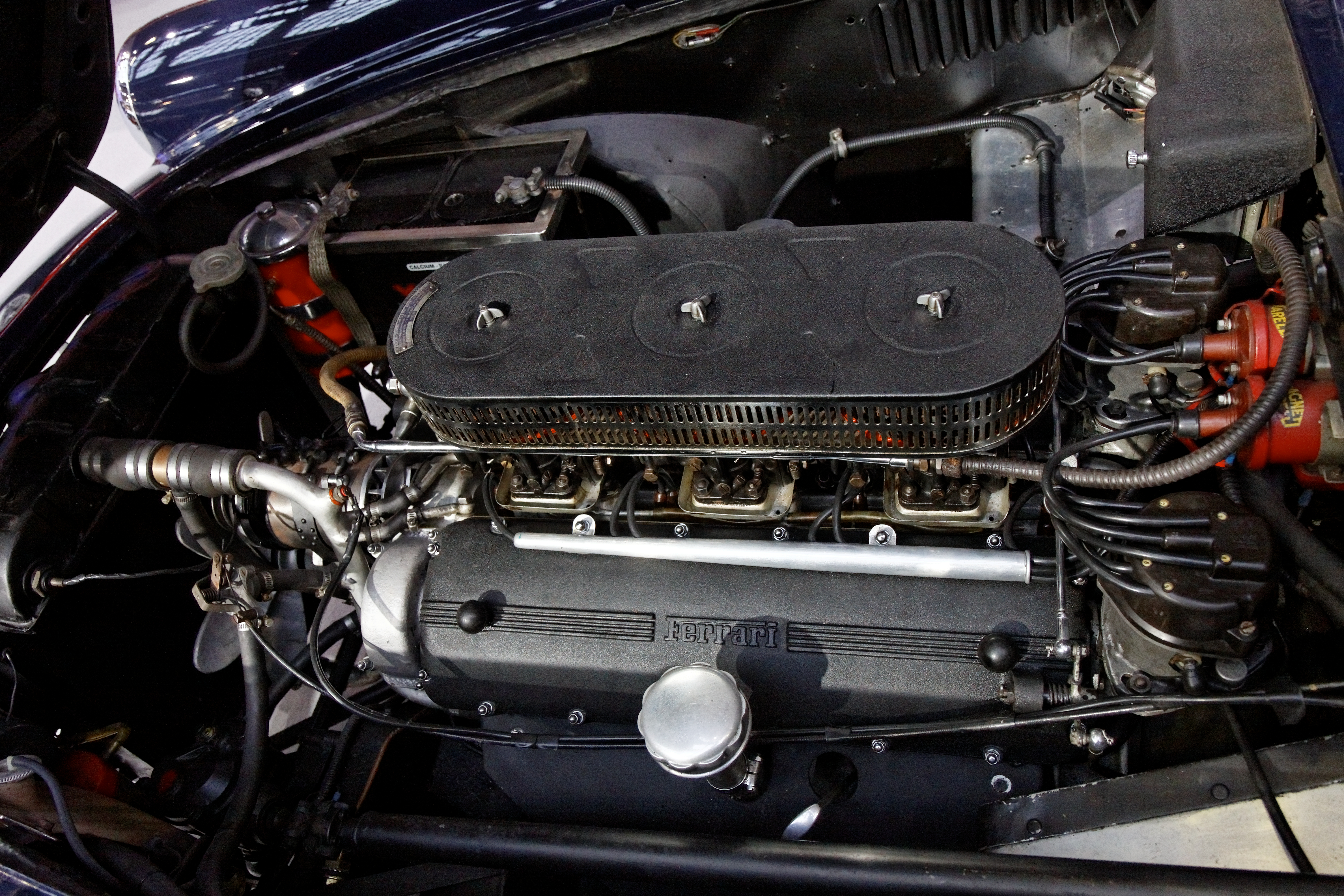
Tipo-128-Zwölfzylinder (in einem GT Coupé)

Als Antrieb dient eine Variante des Short-Block-Zwölfzylinders, der auf eine Konstruktion von Gioacchino Colombo aus dem Jahr 1947 zurückgeht und der sich in ähnlicher Form auch in den anderen Modellen der Ferrari-250-Baureihe findet. In den ersten Modellen des 250 GT ist noch eine ältere Version mit der Bezeichnung Tipo 112, spätere Fahrzeuge haben den weiterentwickelten Tipo-128-Motor. eingebaut. Der Zwölfzylindermotor hat einen Hubraum von 2953 cm³ (Bohrung × Hub: 73 × 58,8 mm). Der Zylinderbankwinkel beträgt 60 Grad. Jede Zylinderreihe hat eine obenliegende Nockenwelle, die von einer Kette angetrieben wird. Für jeden Zylinder gibt es ein Ein- und ein Auslassventil. Die Motorleistung beträgt 240 PS (177 kW).

### Chassis
Das Chassis des 250 GT trägt die werksinterne Bezeichnung Tipo 508. Grundlage ist ein Rahmen aus ovalen Stahlrohren. Der Radstand beträgt 2600 mm. Die vorderen Räder sind einzeln an Doppelquerlenkern aufgehängt, mit Schraubenfedern, hydraulischen Houdaille-Hebelstoßdämpfern und Stabilisator. Hinten hat der 250 GT eine Starrachse mit zwei längs angeordneten Blattfedern, dazu zwei Längslenker und Houdaille-Stoßdämpfer. An allen vier Rädern sind hydraulisch betätigte Trommelbremse installiert.

### Karosserie

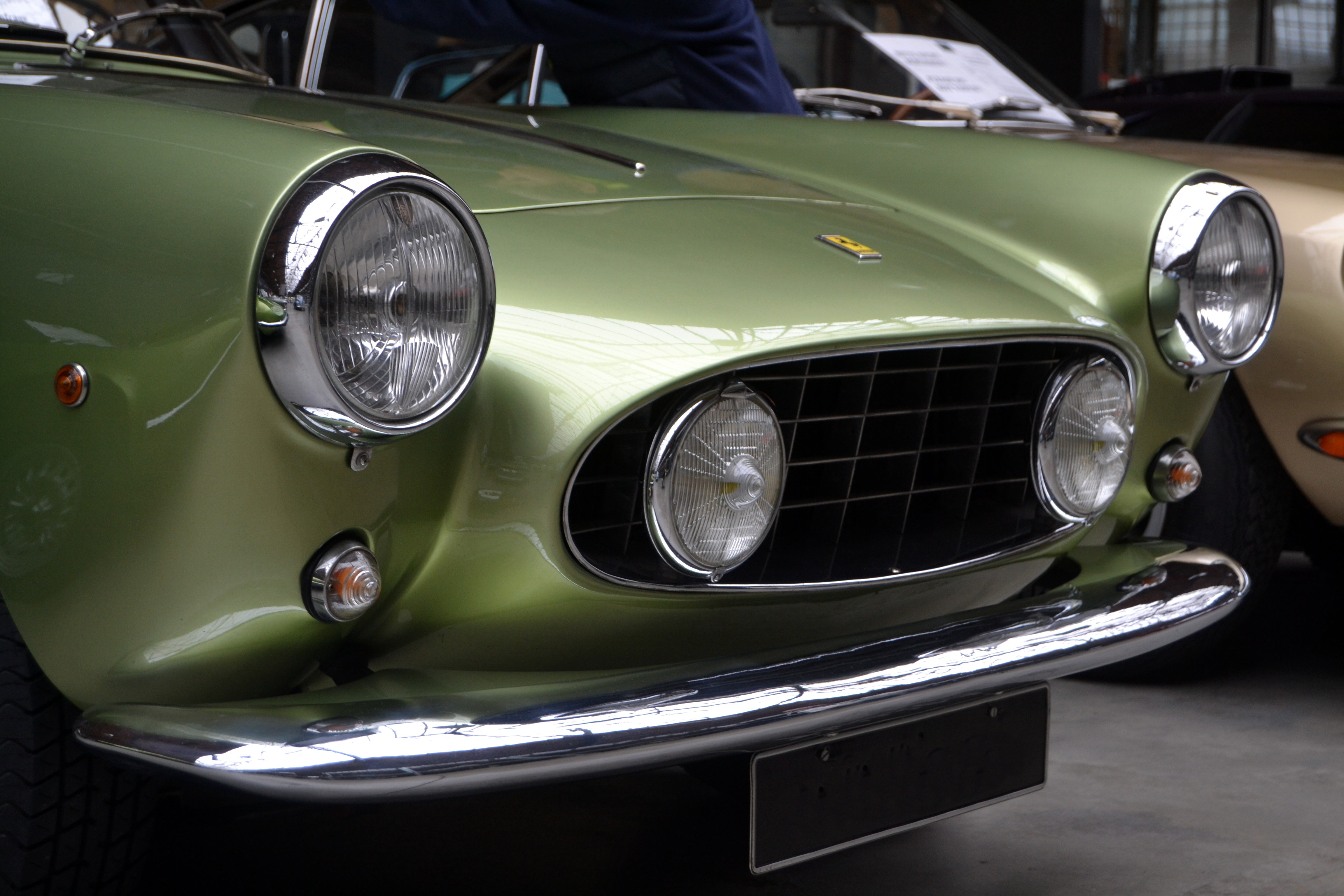
Frontpartie der Boano- und Ellena-Versionen

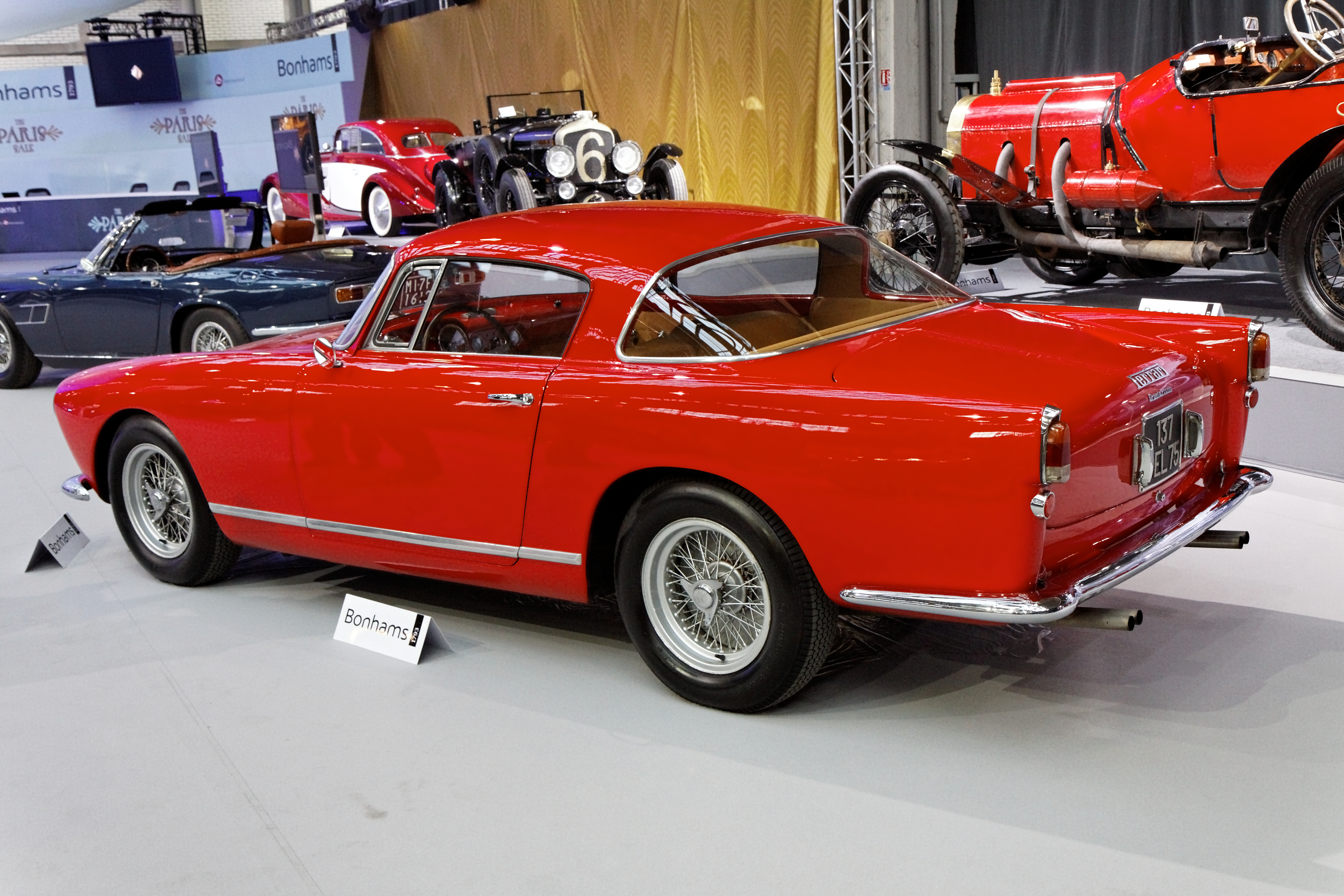
Ferrari 250 GT Boano (1957)

Die Karosserie des 250 GT Boano geht auf einen Entwurf Pininfarinas zurück. Der Aufbau ist als Stufenheckcoupé gestaltet. Die B-Säule ist nach hinten geneigt; daran schließt sich die Panoramaheckscheibe an. Die Form der B-Säule greift die Linie des 410 Superamerica auf.  Besonderes Merkmal der 250 GT Boano ist die außergewöhnlich niedrige Dachlinie, die im Kontrast zur hohen Gürtellinie steht. Daraus resultiert ein kleines Blickfeld durch die Windschutzscheibe und die Seitenfenster. Fahrer- und Beifahrertür haben Ausstellfenster. Wegen des besonderen Dachaufbaus wird der 250 GT Boano in der Ferrari-Szene auch als „Low Roof Coupé“ bezeichnet. Die Gürtellinie verläuft weitgehend waagerecht und mündet hinten in angedeutete Heckflossen, in die senkrecht stehende Rückleuchten von Fiat eingebettet sind. Vorn gibt es eine ovale Kühleröffnung, die vergittert ist. In der Öffnung befinden sich Zusatzscheinwerfer. Die meisten Fahrzeuge haben vorn und hinten Stoßstangen, die über die gesamte Wagenbreite reichen. Einige Autos wurden allerdings auch auf Kundenwunsch mit zweiteiligen Stoßstangen oder ganz ohne vordere Stoßstange ausgeliefert.
In den meisten Fällen ist die Karosserie ganz aus Stahl gefertigt, 12 Boano-Coupés haben aber eine Karosserie aus Aluminiumblechen. In der Stahlversion wiegt das Auto 1270 kg.

### Produktion
Die Carrozzeria Boano begann 1955 mit dem Aufbau der 250 GTs. Zur gleichen Zeit komplettierte Boano auch die Ferrari 410 Superamerica. Die Fahrzeuge trugen keine Hinweise auf die Urheberschaft der Karosserie. Die Angaben über den Produktionsumfang gehen auseinander. Teilweise ist von 63 Exemplaren die Rede, andere sprechen von 79 Fahrzeugen.

## Der 250 GT Ellena

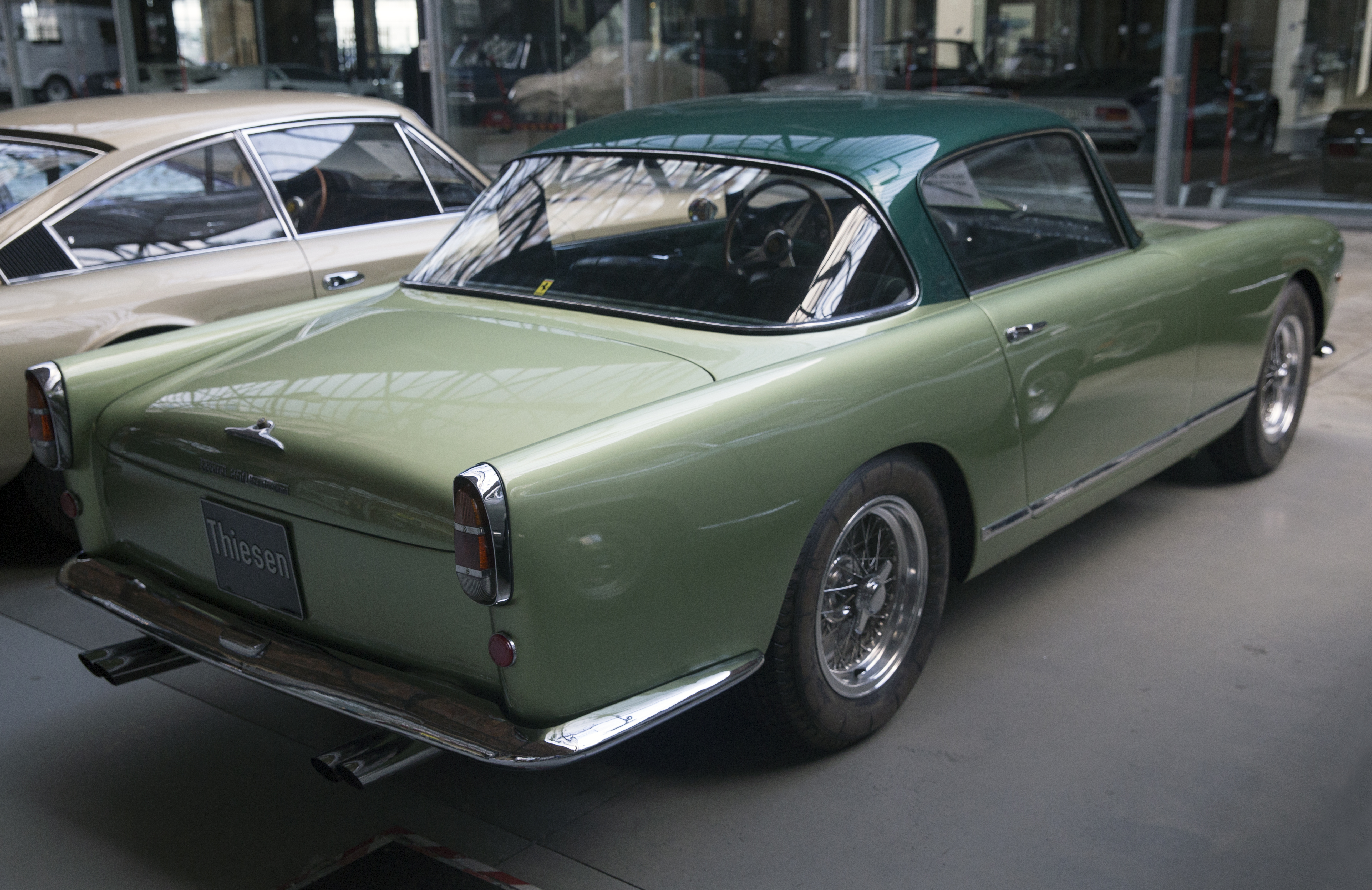
Ferrari 250 GT Ellena (1958)

Technisch stimmen die Ellena-GTs mit den Boano-Versionen weitestgehend überein. Allerdings erhielten die Ellena-Versionen eine Schnecken-Rollen-Lenkung von ZF. Mit ihr ließ sich das Auto nach allgemeiner Ansicht präziser lenken als der Vorgänger.
Die Karosserie behielt auch in der Ellena-Version ihr Layout bei. Eine wichtige Ausnahme betrifft das Dach. Abgesehen von den ersten zehn Ellena-Coupés, die noch vollständig den Boano-Versionen entsprachen, haben die Ellena-GTs ein um 5 cm höheres Dach. Damit verbunden waren auch neue Verglasungen. Die Windschutzscheibe und die hintere Panoramascheibe wurden größer, wodurch sich die Rundumsicht verbesserte. Die seitlichen Ausstellfenster in den Türen entfielen. Alle Aufbauten von Ellena sind aus Stahlblech gefertigt.
Der Produktionsumfang des 250 GT Ellena wird übereinstimmend mit 49 Fahrzeugen angegeben.

## Sonderversionen

### Pininfarina

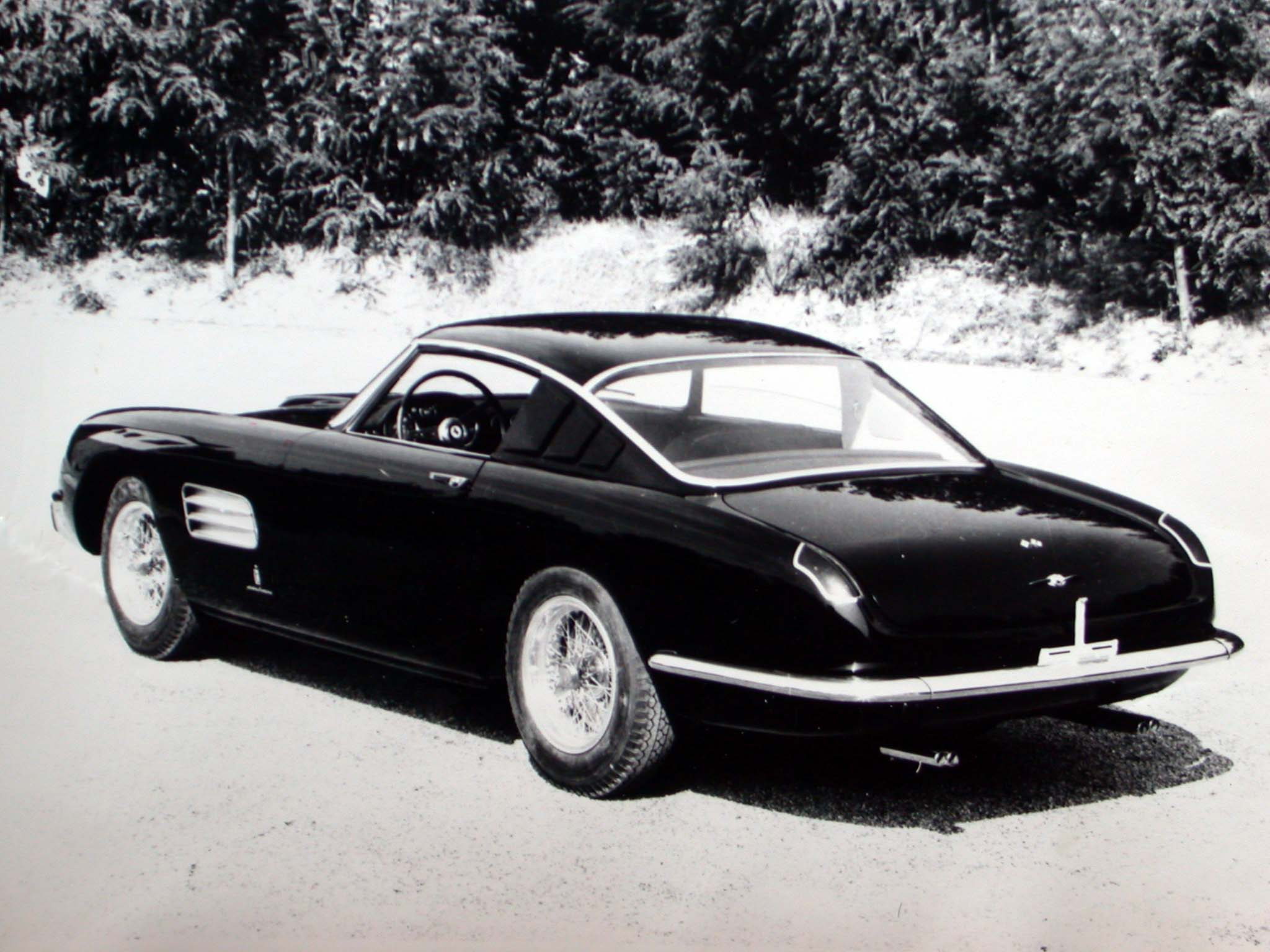
Pininfarina Unikat für Prinz Bernhard der Niederlande

- 1957 entstand bei Pininfarina ein besonderes Coupé für Prinz Bernhard der Niederlande (Chassisnummer 0725GT). Das Auto hatte die Front- und die Heckpartie des 250 GT Cabriolet der ersten Serie, aber ein festes Dach mit dreieckiger, voll verkleideter B-Säule. Die Gürtellinie verlief waagerecht und hatte nicht den Knick im Kotflügelbereich, der das 250 GT Cabriolet auszeichnete.[10][11]
- Ein ähnliches Auto baute Pininfarina 1957 für die belgische Prinzessin von Réthy (Fahrgestellnummer 0751GT), die ebenso wie Prinz Bernhard diverse Ferrari-Unikate sammelte. Der Réthy-250-GT hatte eine Heckpartie, die sich an der des 250 GT Cabriolet orientierte.[12]

### Boano
Die Carrozzeria Boano stellte zwei Sondermodelle mit der Technik des 250 GT her:
- 1955[13] oder 1956 entstand auf dem Fahrgestell Nr. 0461GT ein Cabriolet mit auffällig geformten Heckflügeln. Unter den Scheinwerfern und am Heck befanden sich vertikale Rammstreben. Der Kühlergrill reichte über die gesamte Fahrzeugbreite.[14]
- 1957 stellte Boano auf dem Fahrgestell Nr. 0531GT ein Coupé mit drei Seitenfenstern und konventioneller C-Säule her. Die Hinterräder waren teilweise verdeckt.

## Technische Daten
| Technische Daten Ferrari 250 GT Boano und Ellena | Technische Daten Ferrari 250 GT Boano und Ellena                 | Technische Daten Ferrari 250 GT Boano und Ellena                 |
| ------------------------------------------------ | ---------------------------------------------------------------- | ---------------------------------------------------------------- |
|                                                  | 250 GT Boano                                                     | 250 GT Ellena                                                    |
| Motor:                                           | 12-Zylinder-V-Motor (Viertakt), Gabelwinkel 60°, vorne längs     | 12-Zylinder-V-Motor (Viertakt), Gabelwinkel 60°, vorne längs     |
| Motortyp:                                        | Tipo 112 Topo 128B                                               | Tipo 128B Tipo 128C                                              |
| Hubraum:                                         | 2953 cm³                                                         | 2953 cm³                                                         |
| Bohrung × Hub:                                   | 73 × 58,8 mm                                                     | 73 × 58,8 mm                                                     |
| Leistung bei 1/min:                              | 240 PS (177 kW) bei 7000                                         | 240 PS (177 kW) bei 7000                                         |
| Max. Drehmoment bei 1/min:                       | 26,7 mkp (261,8 Nm) bei 5000                                     | 26,7 mkp (261,8 Nm) bei 5000                                     |
| Verdichtung:                                     | 8,8:1                                                            | 8,8:1                                                            |
| Gemischaufbereitung:                             | 3 Fallstrom-Doppelvergaser Weber 36DCF                           | 3 Fallstrom-Doppelvergaser Weber 36DCF                           |
| Ventilsteuerung:                                 | obenliegende Nockenwellen                                        | obenliegende Nockenwellen                                        |
| Kühlung:                                         | Wasserkühlung                                                    | Wasserkühlung                                                    |
| Getriebe:                                        | 4-Gang-Getriebe                                                  | 4-Gang-Getriebe                                                  |
| Radaufhängung vorn:                              | Einzelradaufhängung Doppelte Dreiecksquerlenker, Schraubenfedern | Einzelradaufhängung Doppelte Dreiecksquerlenker, Schraubenfedern |
| Radaufhängung hinten:                            | Starrachse an Längsblattfedern                                   | Starrachse an Längsblattfedern                                   |
| Bremsen:                                         | Hydraulisch betätigte Trommelbremsen rundum                      | Hydraulisch betätigte Trommelbremsen rundum                      |
| Lenkung:                                         |                                                                  | Schnecke und Rolle                                               |
| Karosserie:                                      | Stahlblech oder Aluminium auf Ovalrohrrahmenchassis              | Stahlblech auf Ovalrohrrahmenchassis                             |
| Spurweite vorn/hinten:                           | 1354/1349 mm                                                     | 1354/1349 mm                                                     |
| Radstand:                                        | 2600 mm                                                          | 2600 mm                                                          |
| Abmessungen:                                     | 4458 × 1676 × 1346 mm                                            | 4458 × 1676 × 1396 mm                                            |
| Leergewicht:                                     | 1270 kg (Stahlkarosserie)                                        | 1270 kg                                                          |
| Höchstgeschwindigkeit:                           | 240–250 km/h                                                     | 240–250 km/h                                                     |
| Stückzahl:                                       | 63–79                                                            | 49                                                               |